# Institut für wissenschaftliche Zusammenarbeit mit Entwicklungsländern
Das Institut für wissenschaftliche Zusammenarbeit mit Entwicklungsländern in Tübingen bestand von 1966 bis 1999 und war eine Nichtregierungsorganisation in Baden-Württemberg.

## Geschichte und Aufgaben
Dieses Institut stand unter der Förderung des Landes Baden-Württemberg und hatte sich zur Aufgabe gemacht, durch Publikationen, Referateorgane und wissenschaftliche Tagungen die Entwicklungsländer zu fördern, vor allem durch Wissenstransfer. Initiator und Gründer dieses Instituts war der Publizist Hans Walter Bähr (1915–1995). Auf Grund eines Antrags der Landesregierung und eines Beschlusses des Landtags in Stuttgart trug das Land die Grundfinanzierung. Weitere Finanzmittel stammten aus verschiedenen Projekten, die Einrichtungen des Bundes und der Länder an dieses Institut vermittelten, das nicht in direkter Verbindung zur Universität Tübingen bestand. Allerdings wirkten viele Mitarbeiter der Tübinger Universität und anderer wissenschaftlicher Einrichtungen in der Bundesrepublik an den Projekten mit.
Eine zentrale Aufgabe des Instituts lag in der Vermittlung von wissenschaftlichen Ergebnissen an Einrichtungen und Personen in den Entwicklungsländern Afrika, Asiens und Lateinamerikas. Diesem Zweck dienten zahlreiche Publikationsreihen, die das Institut in großer Zahl versandte. Als Gegenleistung auf dem Tauschwege gelangten wichtige Veröffentlichungen aus den Entwicklungsländern an Einrichtungen in der Bundesrepublik. Hinzu kam die Veranstaltung von Tagungen und Symposien („Tübinger Gespräche zu Entwicklungsfragen“) über die Dritte Welt, die in zahlreiche Tagungsberichte und Veröffentlichungen mündeten.
Neben Hans Walter Bähr arbeiteten der Geograph Jürgen Hohnholz und der Biochemiker Wolfgang Voelter im Vorstand der „Gesellschaft für wissenschaftliche Zusammenarbeit mit Entwicklungsländern e.V.“, einer gemeinnützigen Trägergesellschaft des Instituts.
Das Institut gab folgende Schriftenreihen in englischer bzw. spanischer Sprache heraus, in denen Übersetzungen deutschsprachiger Veröffentlichungen wiedergegeben wurden:
- Applied Geography and Development (1973–1999)
- Education/Educacion (1970–1999)
- Law and State (1970–1999)
- Economics (1970–1999)
- German Studies (bestehend aus den Sektionen: Philosophy and history, Modern Law and society und Literature, Music, Fine Arts) (1968–1991)

Hinzu kam die Zeitschrift „Mundus“ (1965–1991), die als Referateorgan für neue wissenschaftliche Veröffentlichungen diente. Sie wurde wegen Finanzknappheit im Jahre 1991 eingestellt.